# Олимпийская филателия
«Олимпи́йская филатели́я» — название одного из подразделов такой крупной области тематического коллекционирования знаков почтовой оплаты и штемпелей, как «Спорт в филателии», когда объектами являются филателистические материалы, посвящённые Олимпийским играм, их истории, олимпийской символике и ритуалам, программе игр, спортсменам-олимпийцам и их спортивным достижениям, олимпийскому движению, или связанных с ними.
На олимпийскую тему формируются мотивные и тематические коллекции. Она пользуется огромной популярностью у филателистов.

## История и описание

### Первая олимпийская серия
Олимпийская филателия — старейший вид тематического коллекционирования. Первые почтовые марки были приурочены к организации I Олимпийских игр современности, которые должны были пройти в Афинах в 1896 году.
В процессе подготовки к этому важному мероприятию организаторы столкнулись с такими финансовыми сложностями, что в какой-то момент премьер-министр Греции заявил об отказе от проведения игр. С трудом Международный олимпийский комитет (МОК) получил от короля Греции согласие на проведение игр и на организацию кампании по сбору средств у населения в фонд проведения игр.
Собранных пожертвований оказалось недостаточно, и тут учредитель греческой ассоциации филателистов Деметрис Сакорафос выступил с предложением выпустить олимпийские почтовые марки с повышенными (по сравнению с почтовыми тарифами) номиналами с передачей разницы в фонд проведения игр. Предложение Сакорафоса подхватила пресса, одобрил МОК и приняло греческое правительство. 15 июля 1895 года парламентом Греции был принят закон о выпуске олимпийских почтовых марок. Выпущенные марки позволили собрать дополнительно 400 тысяч драхм. По словам Пьера де Кубертена:
После выпуска олимпийских марок в соответствии с решением правительства успех организации Олимпийских игр был предрешён.
6 апреля 1896 года в почтовое обращение поступила серия олимпийских марок Греции, на рисунках которых представлены моменты состязаний античных спортсменов.

Почтовые марки Греции, посвящённые I летним Олимпийским играм современности (1896)
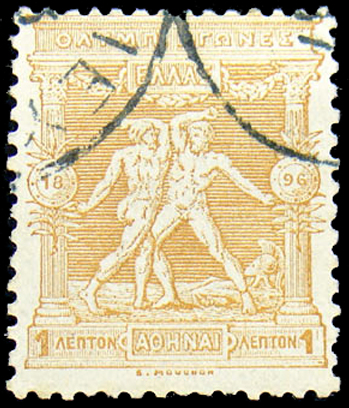
Кулачный бой, 1 лепта (Mi #96; Yt #101)
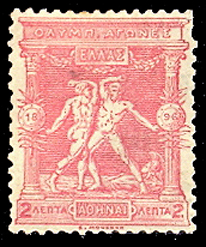
Кулачный бой, 2 лепты (Mi #97; Yt #102)
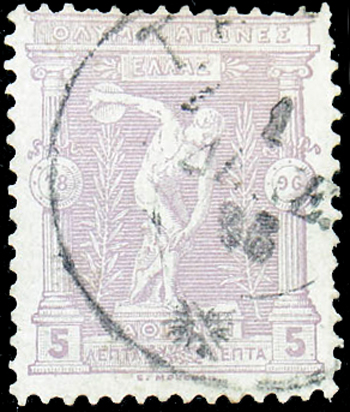
Дискобол, 5 лепт (Mi #98; Yt #103)
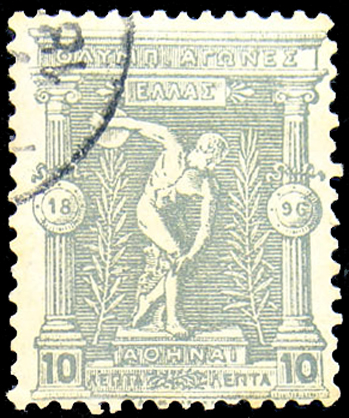
Дискобол, 10 лепт (Mi #99; Yt #104)
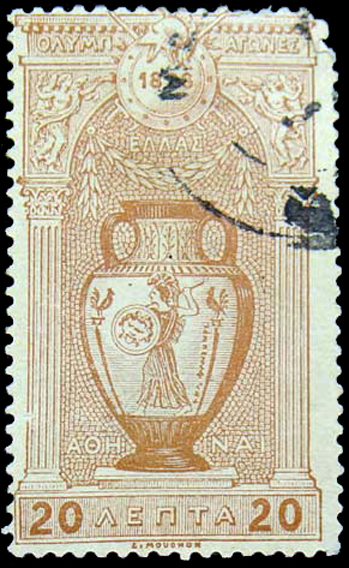
Амфора, 20 лепт (Mi #100; Yt #105)
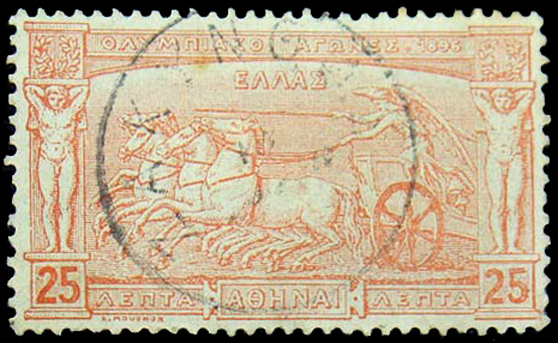
Колесница богини победы, 25 лепт (Mi #101; Yt #106)
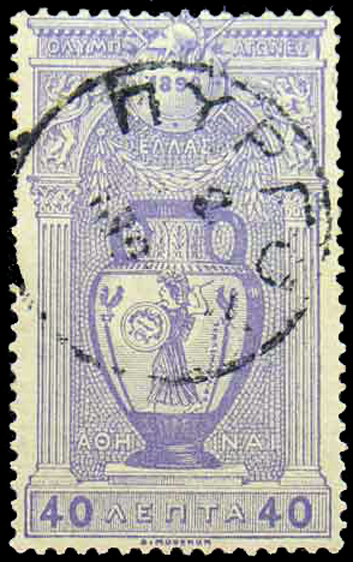
Амфора, 40 лепт (Mi #102; Yt #107)
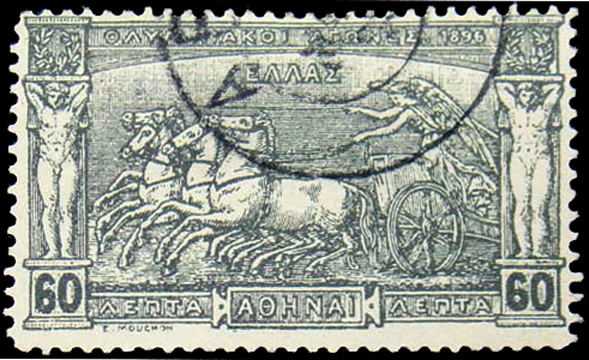
Колесница богини победы, 60 лепт (Mi #103; Yt #108)
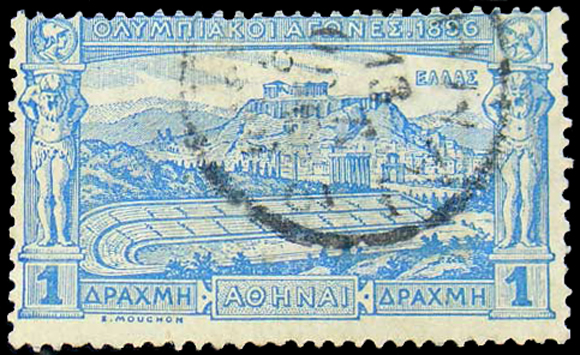
Стадион в Акрополе, 1 драхма (Mi #104; Yt #109)
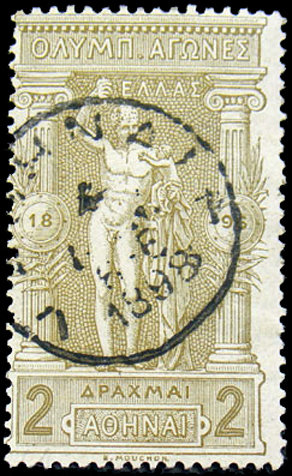
Гермес с младенцем Дионисом, 2 драхмы (Mi #105; Yt #110)
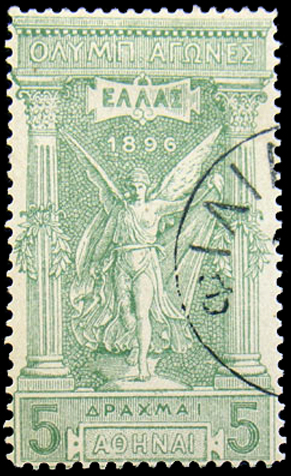
Ника, 5 драхм (Mi #106; Yt #111)
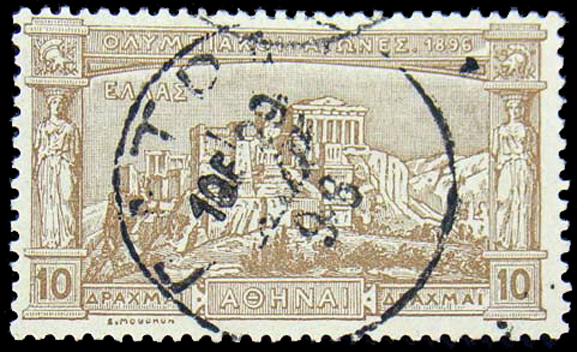
Акрополь в Парфеноне, 10 драхм (Mi #107; Yt #112)

### Последующие выпуски
Первоначально олимпийские почтовые марки эмитировались только странами-хозяйками — в память о происходивших у них олимпиадах (Греция, Бельгия, Франция). Однако, в дальнейшем эта традиция была нарушена. Так, уже в 1924 году Уругвай и Коста-Рика выпустили коммеморативные марки в честь Олимпиады, состоявшейся во Франции.

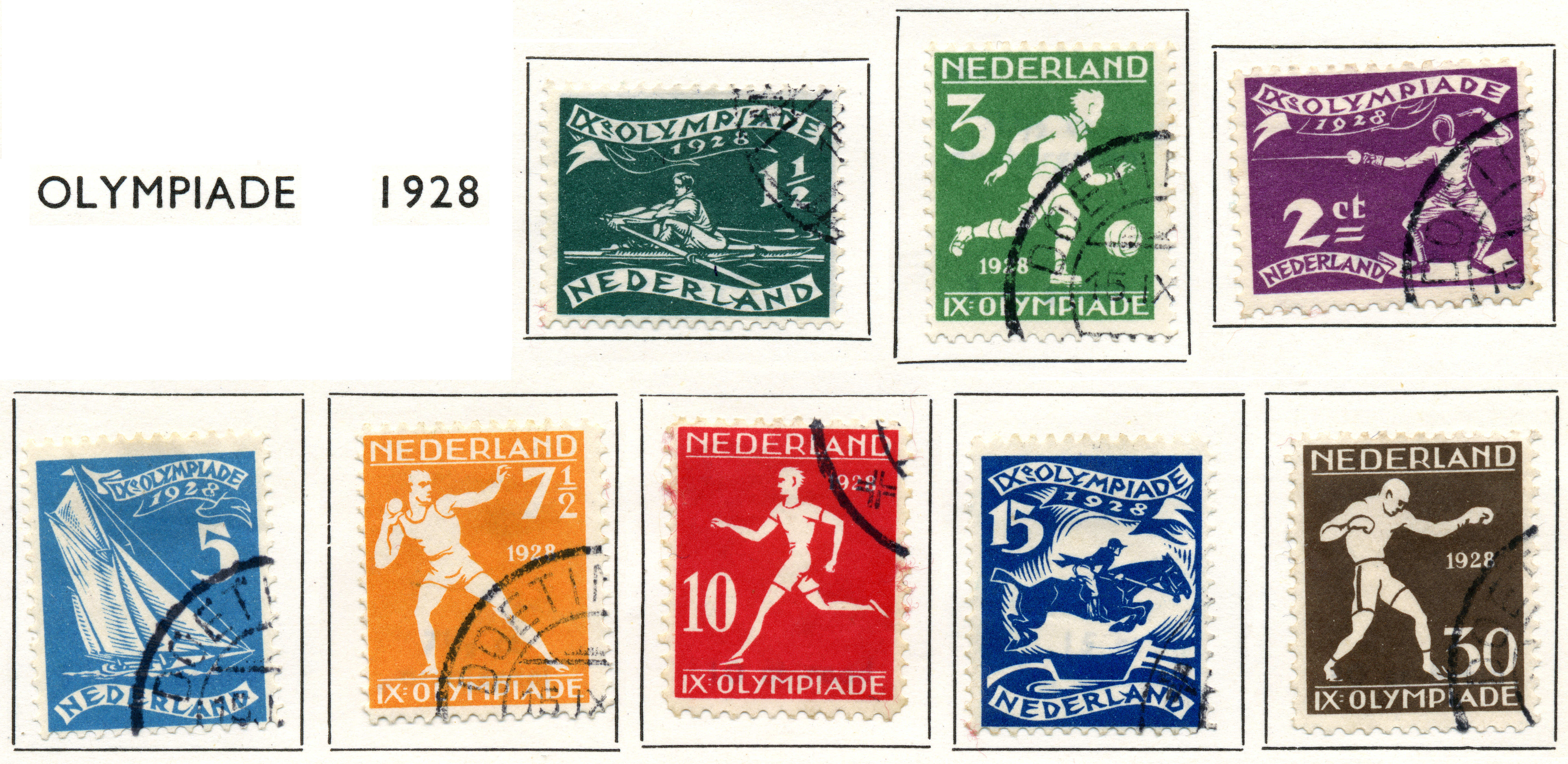
Почтово-благотворительные марки Нидерландов (1928), посвящённые IX Олимпийским играм в Амстердаме(Sc #B25—B32)

Сегодня почтовые администрации практически всех государств издают почтовые марки, посвящённые Олимпийским играм.
На филателистических материалах представлены практически все состоявшиеся летние и зимние Олимпийские игры. Были даже выпущены марки, посвящённые несостоявшимся Летним Олимпийским играм 1940 года и 1944 года.
Количество марок олимпийской тематики очень велико и растёт с каждым годом. Такое изобилие привело к тому, что собрать генеральную коллекцию в наши дни могут только очень опытные коллекционеры.
Помимо почтовых марок по этой теме имеется также много художественных маркированных конвертов (ХМК), почтовых карточек, картмаксимумов, спецгашений (СГ), конвертов первого дня (КПД), целых вещей, календарных штемпелей и непочтовый материал.
К 1976 году почтовыми администрациями было выпущено около 6 тысяч марок, 18 почтовых блоков, более 1,2 тыс. специальных гашений, около тысячи маркированных конвертов и открыток, посвящённых Олимпийским играм.

### СССР
Первым филателистическим материалом советской олимпийской филателии стала серия 1957 года (ЦФА [АО «Марка»] № 2025—2030) в ознаменование XVI летних Олимпийских игр в Мельбурне, которые проводились годом раньше — в 1956 году.

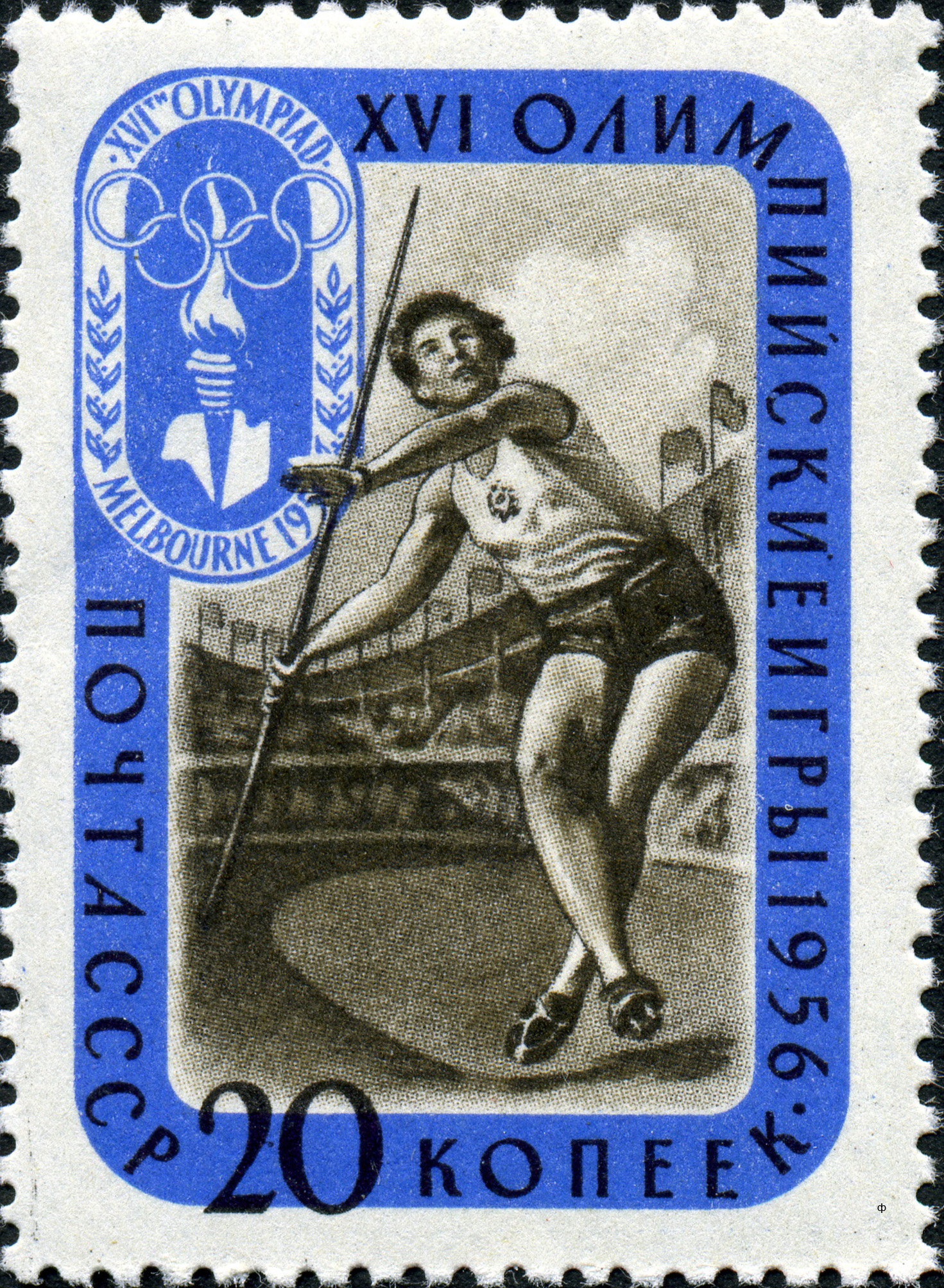
1957: первая советская олимпийская марка. Олимпиада в Мельбурне. Художник В. В. Завьялов (ЦФА [АО «Марка»] № 2025)
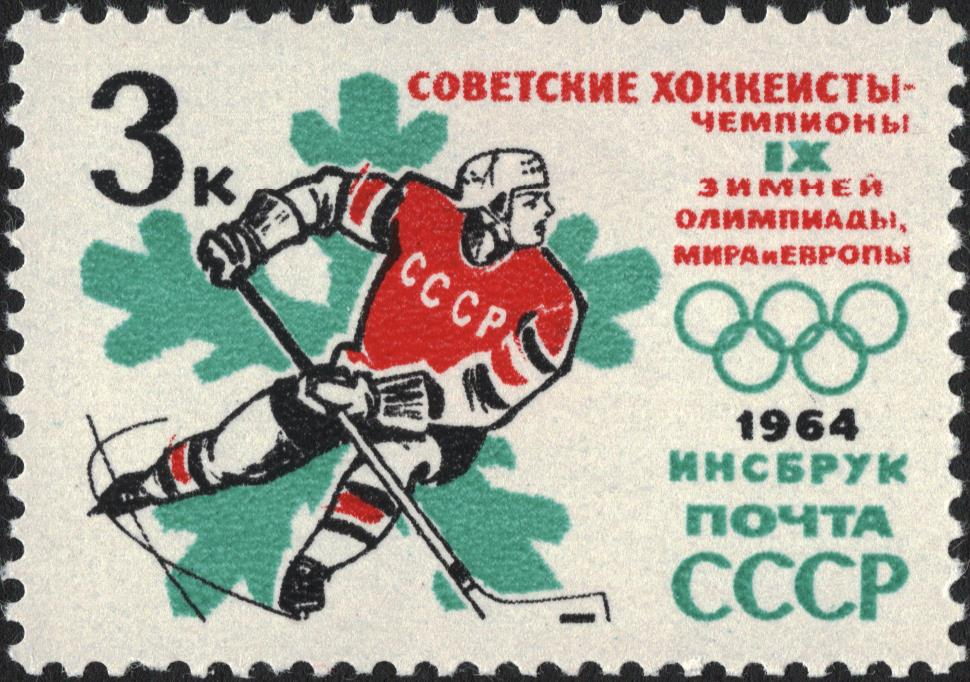
1964: советские хоккеисты — чемпионы IX зимней Олимпиады, мира и Европы. Художник П. П. Бендель (ЦФА [АО «Марка»] #2983; Mi #2892)
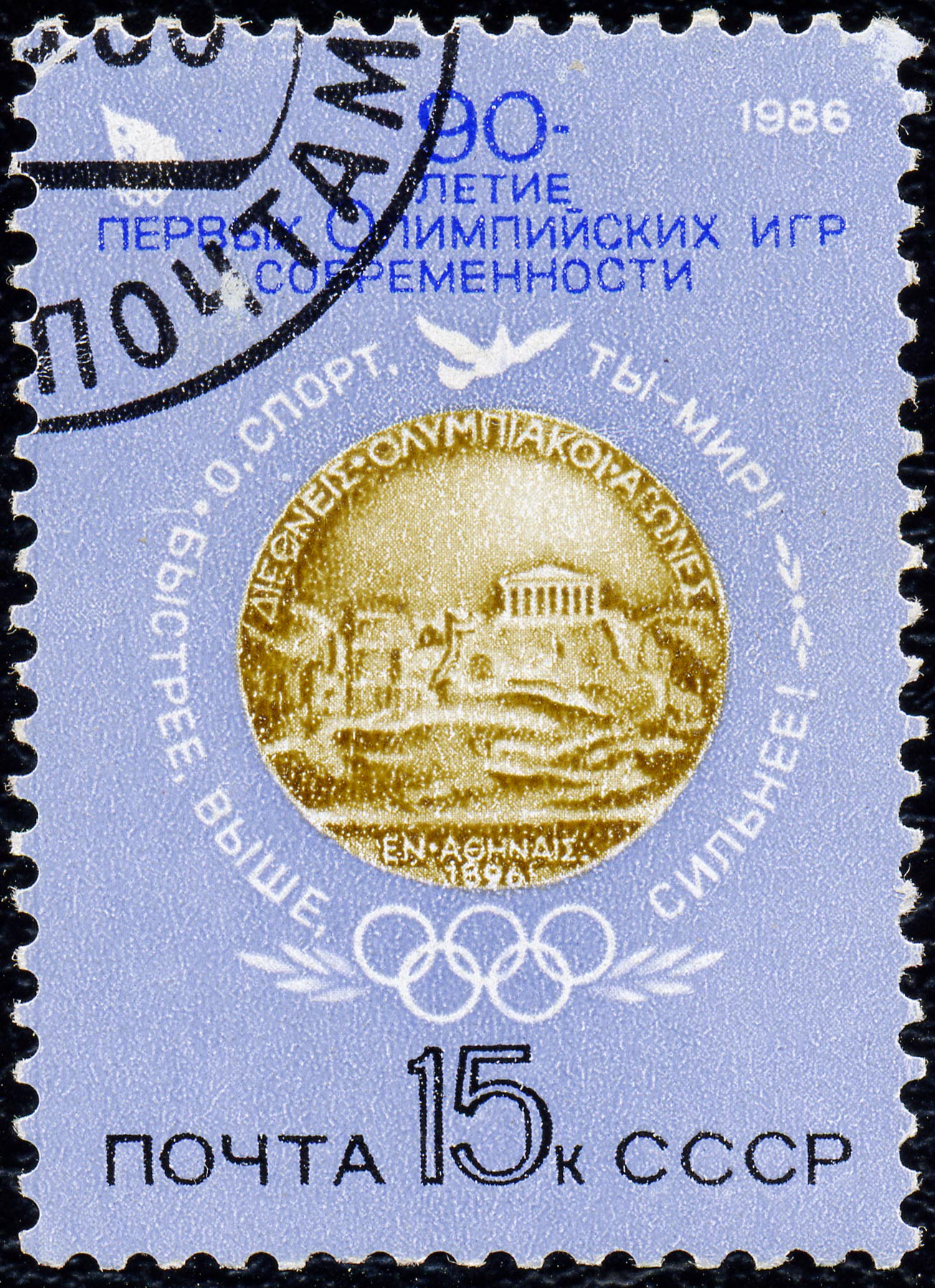
1986: 90-летие I Олимпийских игр. Художник Ю. Арцименев (ЦФА [АО «Марка»] № 5693)

Особенно широко представлена в советской филателии московская летняя Олимпиада 1980 года. Этому событию были посвящены многочисленные коммеморативные и почтово-благотворительные марки, почтовые блоки, КПД, односторонние почтовые карточки с оригинальной маркой, специальные гашения и т. д. (см. примеры на иллюстрации ниже).

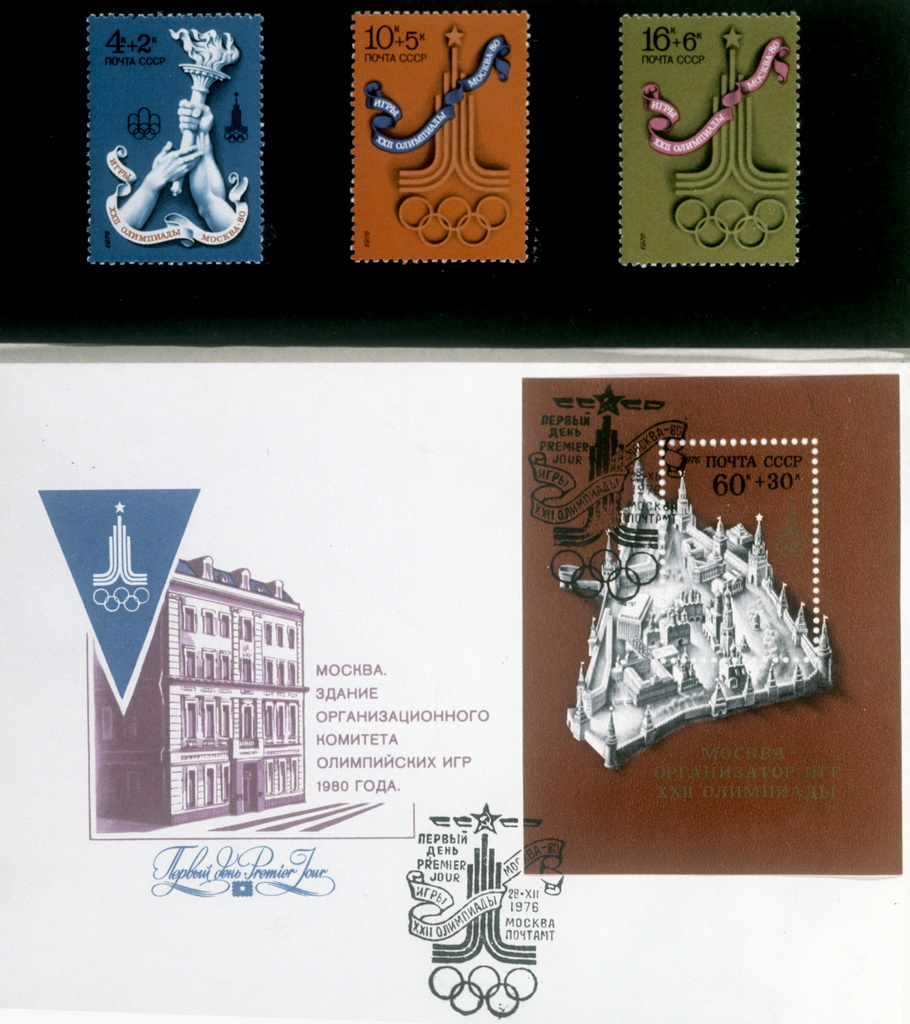
Почтово-благотворительная серия СССР, выпущенная в 1977 году в связи в предстоявшим проведением Летних Олимпийских игр в Москве, включая почтовый блок на конверте первого дня

## Темы олимпийской филателии
Ниже перечислены некоторые темы коллекций олимпийской филателии:
- Советские олимпийские выпуски.
- Зимние Олимпийские игры[8].
- Летние Олимпийские игры.
- Олимпийская символика и ритуалы.
- Олимпийские чемпионы и участники Олимпийских игр.

## Федерация олимпийской филателии
В декабре 1982 года при МОК была создана Международная федерация олимпийской филателии (ФИПО, от фр. Fédération internationale de philatélie olympique — FIPO). Её секретариат расположен в Лозанне (Швейцария). Целями деятельности федерации являются:
- пропаганда олимпийского движения средствами филателии,
- развитие коллекционирования почтовых марок, посвящённых олимпийскому движению и Олимпийским играм,
- повышение роли филателии в деле образования и воспитания молодого поколения в духе олимпийских идеалов, в укреплении взаимопонимания и дружбы между народами[9].

## Каталоги по странам

### Россия
Первыми олимпийскими почтовыми марками России стала появившаяся в январе 1992 года серия из трёх марок, посвящённая Играм XVI зимней Олимпиады в Альбервиле (Франция) (ЦФА [АО «Марка»] № 1—3). Их автором является художник Юрий Арцименев.

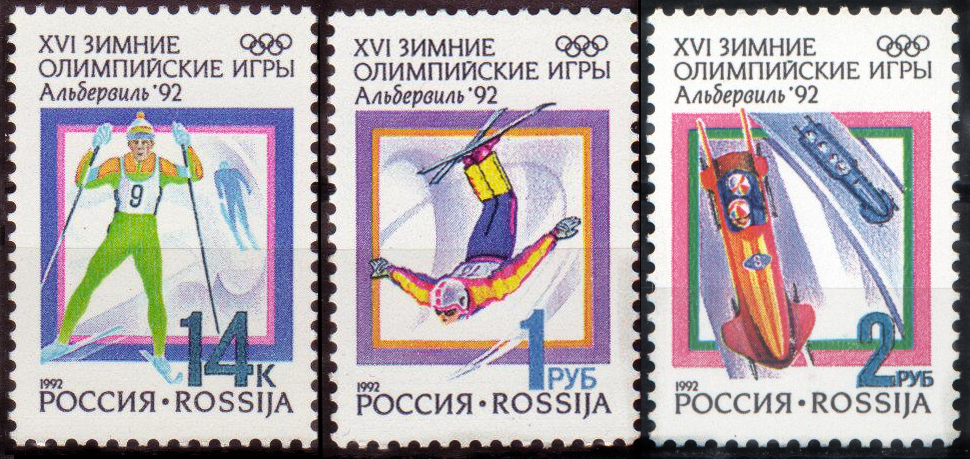
Серия почтовых марок России в честь Игр XVI зимней Олимпиады (1992). Художник Ю. Арцименев

### Украина
Первые знаки почтовой оплаты независимой Украины были выпущены в 1992 году. В этом году было выпущено четыре почтовые марки, посвящённые играм XXV Олимпиады в Барселоне:  (Mi #83),  (Mi #84),  (Mi #85) и  (Mi #94), номиналом в 3; 4; 5 и 10 карб. соответственно. В дальнейшем к теме Олимпийских игр почта Украины возвращалась неоднократно.

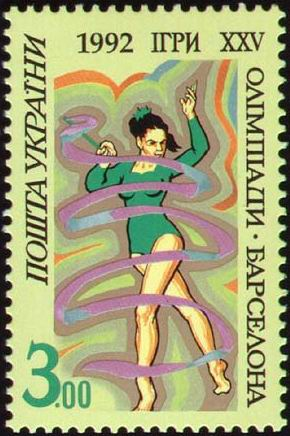
(Mi #83)
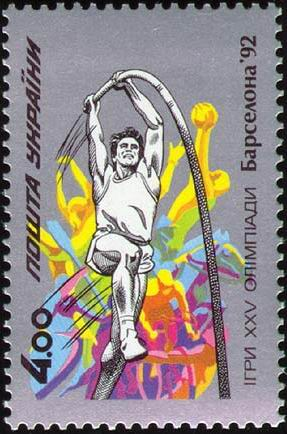
(Mi #84)
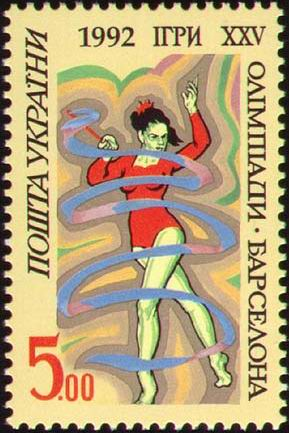
(Mi #85)
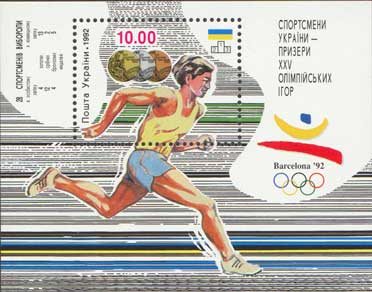
(Mi #94)

## Печатные издания
В 1966 году в СССР издательством «Связь» была выпущена книга М. Е. Левина и Е. П. Сашенкова «Филателия под знаком пяти колец», где авторы в увлекательной форме знакомили читателя с олимпийской филателией. Книга быстро нашла своего читателя и была переиздана в переработанном виде в 1980 году тиражом 95 000 экземпляров.
На русском языке выходила ещё одна книга — «Олимпийская филателия». Её автор — Всеволод Фурман. Книга была опубликована в 1979 году в издательстве «Физкультура и спорт» тиражом 75 000 экземпляров.
М. Винтерхаймер (ФРГ) составил каталог почтовых штемпелей, цельных вещей и специальных заказных ярлыков, выпущенных в связи с Олимпийскими играми в 1968 и 1972 годах. Каталог был издан Международной тематической группой «Олимпиада и спорт».